# Surf de neu als Jocs Olímpics d'hivern de 2006

Als Jocs Olímpics d'Hivern de 2006 celebrats a la ciutat de Torí (Itàlia) es disputaren sis proves de surf de neu, tres en categoria masculina i tres més en categoria femenina. En aquesta edició s'incorporà la competició en camp a través, tant en categoria masculina com en categoria femenina.
Les proves es realitzaren entre els dies 12 i 23 de febrer de 2006 a les instal·lacions de Bardonecchia.

## Comitès participants
Hi participaren un total de 187 corredeors, entre ells 108 homes i 79 dones, de 24 comitès nacionals diferents.
| - Alemanya (11) - Austràlia (9) - Àustria (12) - Brasil (1) - Bulgària (1) - Canadà (16) |  | - Eslovàquia (1) - Eslovènia (4) - Espanya (5) - Estats Units (16) - Finlàndia (5) - França (16) |  | - Itàlia (16) - Japó (13) - Països Baixos (2) - Noruega (4) - Nova Zelanda (3) - Polònia (6) |  | - Regne Unit (4) - Txèquia (3) - Rússia (8) - Suècia (13) - Suïssa (16) - R.P. de la Xina (2) |

## Resum de medalles

### Categoria masculina
| Prova                     | Or             | Argent         | Bronze               |
| Eslàlom paral·lel Detalls | Philipp Schoch | Simon Schoch   | Siegfried Grabner    |
| Migtub Detalls            | Shaun White    | Danny Kass     | Markku Koski         |
| Camp a través Detalls     | Seth Wescott   | Radoslav Židek | Paul-Henri de Le Rue |

### Categoria femenina
| Prova                     | Or            | Argent             | Bronze            |
| Eslàlom paral·lel Detalls | Daniela Meuli | Amelie Kober       | Rosey Fletcher    |
| Migtub Detalls            | Hannah Teter  | Gretchen Bleiler   | Kjersti Buaas     |
| Camp a través Detalls     | Tanja Frieden | Lindsey Jacobellis | Dominique Maltais |

## Medaller
| Posició | País         | Or | Argent | Bronze | Total |
| 1       | Estats Units | 3  | 3      | 1      | 7     |
| 2       | Suïssa       | 3  | 1      | 0      | 4     |
| 3       | Alemanya     | 0  | 1      | 0      | 1     |
| 3       | Eslovàquia   | 0  | 1      | 0      | 1     |
| 5       | Àustria      | 0  | 0      | 1      | 1     |
| 5       | Canadà       | 0  | 0      | 1      | 1     |
| 5       | Finlàndia    | 0  | 0      | 1      | 1     |
| 5       | França       | 0  | 0      | 1      | 1     |
| 5       | Noruega      | 0  | 0      | 1      | 1     |
|         |              |    |        |        |       |
| Total   | Total        | 6  | 6      | 6      | 18    |